# 沃洛西夫卡 (丘德尼夫區)
49°59′32″N 28°7′28″E / 49.99222°N 28.12444°E
沃洛西夫卡（烏克蘭語：Волосівка），是烏克蘭北部的村莊，隸屬日托米爾州的日托米爾區。該村屬於捷捷列夫河的支流，面積3.44平方公里，海拔高度232米，2001年人口636。